# Jeong Ji Yong
Jeong Ji Yong (en hangul, 정지용; 1902–1950), fue un poeta y traductor coreano de literatura anglosajona.

## Vida
Cheong Chi-yong nació en Okcheon, provincia de Chungcheong del Norte, el 15 de mayo de 1902. Fue a la Escuela de Bachillerato Whimoon y se graduó en la Universidad Toshishya de Japón en Literatura inglesa. Mientras iba al bachillerato, publicó la revista literaria Yoram con contemporáneos como Park Palyang. En 1926 empezó a concentrarse exclusivamente en componer poesía; su poema "Café Francia" (Kape peurangseu) se publicó en la revista Hakjo. Después estuvo activamente vinculado a la revista Poesía (Simunhak) y enseñó en la Escuela de Bachillerato Whimoon. Después de la liberación, fue profesor en la Universidad Femenina Ehwa, editó el periódico Kyunghyang y fue miembro del Comité Ejecutivo de la Federación de Escritores Coreanos (Joseon Munhakga dongmaeng). En 1950, al comienzo de la guerra de Corea, fue detenido por el Departamento de Preservación del Gobierno y transferido a la cárcel de Pyeongyang, donde se cree que murió.

## Obra
Cheon Chi-yong está considerado entre los poetas más importantes del movimiento modernista de Corea, de hecho se lo ha descrito como "el primer poeta coreano moderno". Su poesía se puede dividir en tres etapas. La primera etapa, que fue desde 1925 a 1933, se caracteriza por el simbolismo sensual, a menudo centrado en el mar. Desde 1933, con la publicación del poema "Ave fénix" (Bulsajo) hasta 1935, el poeta compuso poesía religiosa influenciado por la fe católica. Este segundo periodo sirvió como transición entre su poesía sensual y su poesía más tradicional. Después de sus poemas de 1934 "Un cielo diferente" (Dareun haneul) y "Todavía otro sol" (Tto hanaui dareun taeyang), abandonó el aspecto religioso. Después de dejar de escribir durante cuatro años, llegó a una mentalidad que buscaba sobrepasar los sufrimientos de la realidad, como se ve en "La cima de la montaña" (Bong) y "El pueblo Guseong". A partir de poemas como "El pueblo Ongnyu" (Ongnyudong) y "El pueblo Guseong" de 1941, su poesía evidencia el pensamiento oriental que predomina en su estética.”

## Obras en coreano (lista parcial)
Poesía
- Recopilación de poemas de Cheong Chi-yong (Jung Jiyong sijip)
- Lago ciervo blanco (Baengnokdam)
- Antología selecta de Chi-yong (Jiyong siseon),

Prosa
- Lector literario (Munhak dokbon)
- Prosa (Sanmun)